# Тофилдия краснеющая
Тофилдия краснеющая (лат. Tofieldia coccinea) — вид травянистых растений рода Тофилдия (Tofieldia) семейства Тофилдиевые (Tofieldiaceae).

## Ботаническое описание

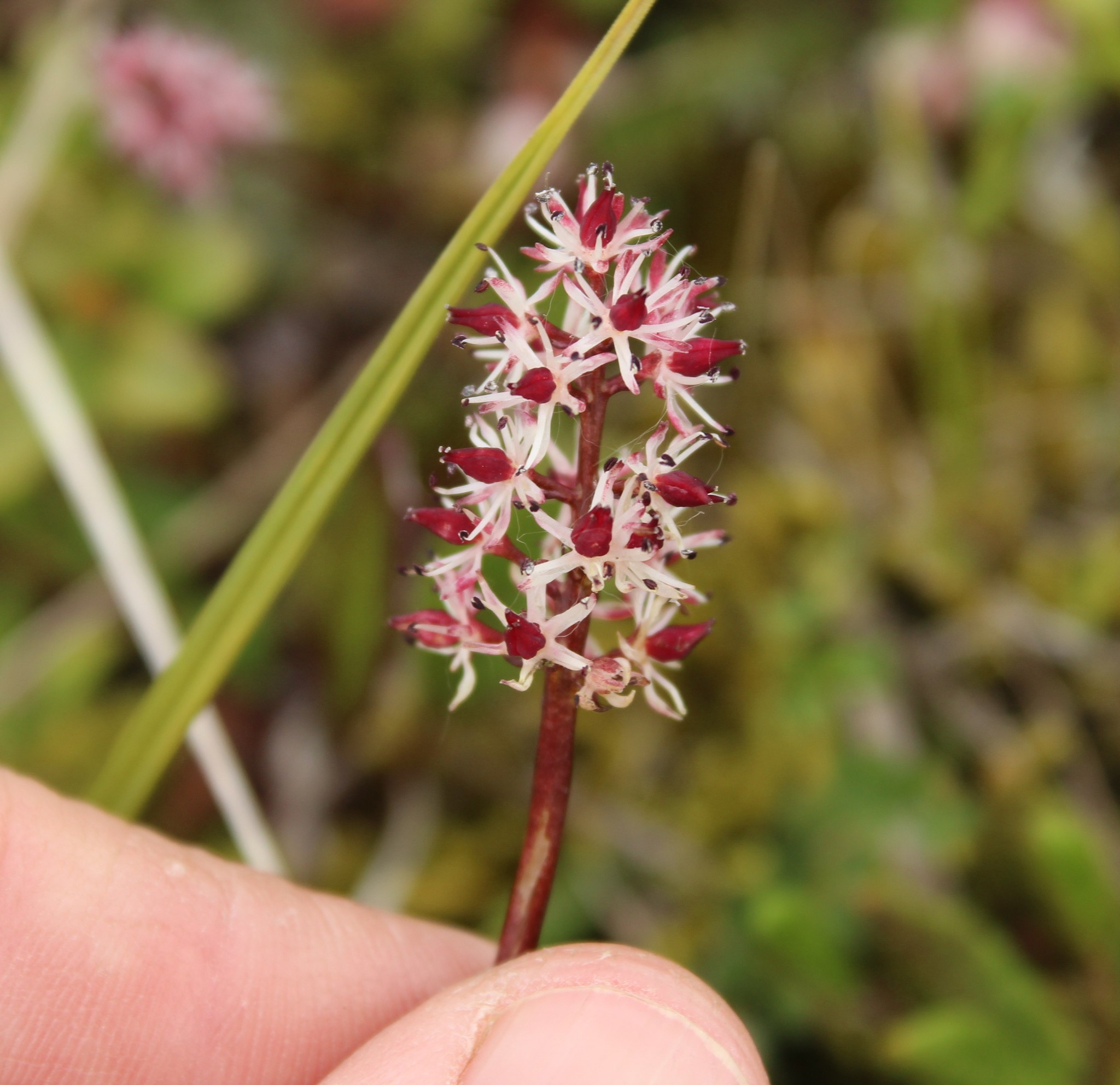
Соцветие

Многолетние травянистые растения. Корневище вертикальное или косо-восходящее, ветвистое, выпускающее стебли и пучки прикорневых листьев, образующих маленькие дерновинки. Стебли прямостоячие или несколько раскинутые, 4—10 см редко до 15 см высотой и ½—⅔ мм толщиной, с 1—2 листьями в верхней и средней части. Прикорневые листья многочисленные, ланцетовидно-линейные, заострённые, по краям очень мелкозазубренные, по большей части 5-жилковые, в 2—4 раза короче стебля, 1—4 см длиной и 1—4 мм шириной; стеблевые короче и уже их.
Соцветие вначале плотное, головчатое, яйцевидное или овальное, 6—8 мм длиной и 4—6 мм шириной, впоследствии удлиняющееся и более рыхлое. Цветоножки около ½ мм длиной, при плодах удлиняющиеся до 1—1½—З½ мм и тогда сильно, почти горизонтально или даже несколько книзу отклонённые. При основании их находится по одному яйцевидному заостренному прицветнику, который вначале почти вдвое длиннее их (около 1 мм длиной); на верхушке же цветоножки имеется другой широко-чашевидный, плотно прилегающий к основанию околоцветника, прицветник около 1 мм длиной, неглубоко (на одну треть, реже до половины) надрезанный на З широкотреугольные, острые лопасти. Листочки околоцветника обратно-яйцевидные, на верхушке тупые или закруглённые, лодочковидно вогнутые, 1½—2 мм длиной и ¾—1 мм шириной. Тычинки одинаковой с ними длины, равно как и пестик с короткими (⅓—½ мм длиной) столбиками. Коробочка округло-яйцевидная, немного длиннее околоцветника, 2¼—2½ мм длиной. Семена продолговато-овальные, ¾ мм длиной и ¼ мм шириной, желтовато-бурые. 2n=32.

## Распространение и экология
Евразия и Северная Америка. Обитает в полярно-арктической области на сухих тундрах, склонах, песчаных местах, иногда в негустых лесах.